# Sin Suk-ju

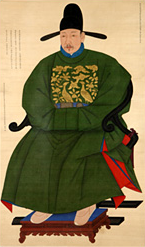
Sin Suk-ju

Sin Suk-ju (coreano:신숙주, hanja:申叔舟, 20 de junho de 1417 - 21 de junho de 1475) foi um filósofo neoconfucionista, político, escritor e acadêmico  coreano da Dinastia Joseon. Um oficial Primeiro-Ministro e Primeiro-Ministro da dinastia Joseon da Coreia, ele foi um dos fundadores do hangul do idioma coreano. 
É um seguidor de Yun Hoi. Sin nasceu em Naju, na província de Jeolla do Sul. Seu apelido era Bohanjae (보한재;保閑齋), Huihyundang (희현당;希賢堂).